# Těžký život dobrodruha
Těžký život dobrodruha je česká filmová detektivní komedie, natočená v roce 1941 režisérem Martinem Fričem. Film je detektivní parodií, v níž je spisovatel detektivních románů Karel Kryšpín (Ladislav Pešek) pronásledován mužem, který se vydává za hrdinu jeho knih Freda Floka (Otomar Korbelář). V průběhu děje se Kryšpín seznámí s Helenou Rohanovou (Adina Mandlová). Jako jeden z mála filmů té doby se promítal v kinech i v 50. letech.

## Děj
Karel Kryšpín (Ladislav Pešek), spisovatel detektivních románů, je pronásledován mužem, který se vydává za zločince Freda Floka (Otomar Korbelář), fiktivní postavy z knih hlavního hrdiny. Kryšpín je vtažen do "skutečného" světa zločinu. Při svých dobrodružstvích se seznámí s Helenou Rohanovou (Adina Mandlová), kterou musí zachránit, protože je Flokovou bandou unesena. V samém závěru filmu, kdy Kryšpín třikrát vystřelí po Fredu Flokovi a domnívá se, že jej zabil, se ukazuje, že náboje byly slepé a Flok je ve skutečnosti policejní komisař Niklas. Ten tak chtěl dát společně s policejním inspektorem Tichým (Jaroslav Marvan) spisovatelovi lekci, aby ve svých románech nedělal ze záporných zločinců hrdiny.

## Obsazení
| Otomar Korbelář      | Fred Flok, alias konzul Binder, alias komisař Niklas, alias Ing. Benda |
| Ladislav Pešek       | spisovatel Karel Kryšpín, uměleckým jménem Charles Crispin             |
| Adina Mandlová       | Helena Rohanová                                                        |
| Jaroslav Marvan      | policejní inspektor Tichý                                              |
| Karel Černý          | továrník Antonín Bureš                                                 |
| Vladimír Řepa        | pokladník u Bureše                                                     |
| Karel Hradilák       | sňatkový podvodník Karel                                               |
| Rudolf Hrušínský     | mladistvý lupič                                                        |
| František Filipovský | člen bandy                                                             |
| R. A. Dvorský        | zpěvák                                                                 |
| Eman Fiala           | dirigent                                                               |
| František Paul       | vrchní v baru                                                          |
| Karel Postranecký    | klenotník Jan Klement                                                  |
| Fred Bulín           | falešný právní zástupce firmy Tresoria                                 |
| Jindra Hermanová     | oběť sňatkového podvodníka                                             |

## Tvůrci a štáb
- Režie: Martin Frič
- Námět: Vladimír Tůma
- Scénář: Karel Steklý, Josef Gruss
- Kamera: Jaroslav Blažek
- Vedoucí výroby: Jan Kubíček, Otakar Sedláček
- Hudba: Eman Fiala
- Nahrál: Orchestr F.O.K. (řídil Eman Fiala), Jazzový orchestr Bobka Bryena (řídil Bobek Bryen)
- Architekt: Alois Mecera
- Zvuk: Stanislav Vondraš
- Střih: Jan Kohout
- Výprava: Ina Žáková
- Asistent režie: Ivo Novák
- Zástupce vedoucího výroby: Miloš Mastník
- Odborný poradce: Miroslav Haller (jazykový)
- Fotograf: Willi Ströminger

## Produkční a technické údaje
- Pracovní název: Dobrodruh, Těžký je život dobrodruha
- Souběžný protektorátní název: Schwer ist das Abenteurerleben
- Začátek natáčení: 4. srpna 1941
- Konec natáčení: září 1941
- Copyright: 1941
- Premiéra: 28. listopadu 1941 (kina Adrie a Kapitol)
- Výroba: Brom
- Distribuce: Brom
- Barva: černobílý
- Jazyk: čeština
- Zvukový systém: Tobis-Klangfilm
- Délka: cca 85 minut
- Ateliéry: Pragfilm Barrandov, Pragfilm Radlice

## Zajímavosti
- V srpnu 1952 byl film znovu uveden do kinodistribuce. Od tohoto znovuuvedení až do 31.12.1987 vidělo film v českých kinech v rámci 8 057 představení celkem 1 343 262 diváků.[1]